# Grand Prix-wegrace der Naties 1980
De Grand Prix-wegrace der Naties 1980 was eerste race van wereldkampioenschap wegrace voor motorfietsen in het seizoen 1980. De races werden verreden op 11 mei 1980 op het Circuito Internazionale Santa Monica in Misano Adriatico.
Oorspronkelijk was de Grand Prix des Nations gepland als derde race van het seizoen, maar eerst viel de Grand Prix van Venezuela af door "financiële problemen" en later ook de Grand Prix van Oostenrijk omdat er een meter sneeuw lag.

## Algemeen
De organisatie van de GP des Nations was bijzonder formeel als het om het "pesten" van niet-Italiaanse coureurs ging. Skip Aksland, op wiens motoren korte tijd beslag was gelegd door de politie, mocht ze niet meer ter keuring aanbieden omdat hij te laat was. Dat dit overmacht was maakte daarbij niets uit. Maar Aksland reed dan ook op motorfietsen die aanvankelijk voor de Italiaan Virginio Ferrari bestemd waren geweest. Jack Middelburg en Michel Rougerie kwamen 45 seconden te laat op de startgrid en mochten niet meer starten. De wedstrijd was een half uur vervroegd, waar Middelburg en Rougerie niet van op de hoogte waren. Een official gooide het hek voor hun neus dicht en twee italianen, Giovanni Pelletier (met de Morbidelli van 1979) en Carlo Prati namen als reserverijders hun plek in. Guy Bertin en Thierry Noblesse kregen een tijdstraf van een minuut omdat ze bij de start van de 125cc-race niet precies op hun startplaats hadden gestaan. Daardoor zou de Italiaan Loris Reggiani derde worden. Hier kwam de organisatie echter niet mee weg: na protesten kreeg Bertin zijn tweede en Noblesse zijn zevende plaats in de 125cc-klasse terug.

## 500 cc
De 500cc-teams moesten in Misano met de billen bloot: voor het eerst in 1980 werd vastgesteld welke machines de beste waren. Honda was al door de mand gevallen: de testritten met de Honda NR 500 waren afgelast en de testers/fabrieksrijders Takazumi Katayama, Mick Grant en Ron Haslam kregen toestemming om met andere merken te starten. In Misano bleek dat de Suzuki fabrieksracers enorme problemen hadden: bijna allemaal vielen ze uit met kapotte krukaslagers. Bij Yamaha bleken juist de productieracers niet mee te kunnen komen. Dat alles resulteerde in een gemakkelijke race voor Kenny Roberts, hoewel Franco Uncini met zijn productie-Suzuki een goede race reed en zijn achterstand beperkte tot 16 seconden. Graziano Rossi's fabrieks-Suzuki bleef wel heel en hij werd derde. In deze race vielen niet minder dan 26 rijders uit.

### Uitslag 500 cc
| Pos | Coureur               | Merk        | Ronden | Tijd                | Grid                | Punten |
| --- | --------------------- | ----------- | ------ | ------------------- | ------------------- | ------ |
| 1   | Kenny Roberts         | Yamaha      | 40     | 55' 57" 66          | 2                   | 15     |
| 2   | Franco Uncini         | Suzuki      | 40     | +16" 74             | 4                   | 12     |
| 3   | Graziano Rossi        | Suzuki      | 40     | +28" 64             | 8                   | 10     |
| 4   | Johnny Cecotto        | Yamaha      | 40     | +32" 24             | 4                   | 8      |
| 5   | Carlo Perugini        | Suzuki      | 40     | +42" 34             | 7                   | 6      |
| 6   | Takazumi Katayama     | Suzuki      | 40     | +46" 84             | 25                  | 5      |
| 7   | Barry Sheene          | Yamaha      | 40     | +1' 01" 94          | 14                  | 4      |
| 8   | Christian Estrosi     | Suzuki      | 39     | +1 ronde            | 13                  | 3      |
| 9   | Philippe Coulon       | Suzuki      | 39     | +1 ronde            | 15                  | 2      |
| 10  | Sergio Pellandini     | Suzuki      | 39     | +1 ronde            | 26                  | 1      |
| 11  | Maurizio Massimiani   | Yamaha      | 39     | +1 ronde            | 24                  |        |
| 12  | Gianfranco Bonera     | Yamaha      | 39     | +1 ronde            | 21                  |        |
| 13  | Guido Paci            | Suzuki      | 39     | +1 ronde            | 28                  |        |
| 14  | Richard Hubin         | Yamaha      | 37     | +3 ronden           | 31                  |        |
| DNF | Patrick Fernandez     | Yamaha      | 36     | Motor               | 17                  |        |
| DNF | Carlo Prati           | Suzuki      | 34     | Val                 | 29                  |        |
| DNF | Marco Lucchinelli     | Suzuki      | 26     | Krukaslager 1       | Krukaslager 1       |        |
| DNF | Raymond Roche         | Yamaha      | 26     | Motor               | 27                  |        |
| DNF | Randy Mamola          | Suzuki      | 20     | Krukaslager 2       | Krukaslager 2       |        |
| DNF | Bernard Fau           | Suzuki      | 14     | Motor               | 22                  |        |
| DNF | Boet van Dulmen       | Yamaha      | 13     | Motor               | 11                  |        |
| DNF | Graeme Crosby         | Suzuki      | 12     | Krukaslager 16      | Krukaslager 16      |        |
| DNF | Gianni Rolando        | Suzuki      | 10     |                     | 20                  |        |
| DNF | Giovanni Pelletier    | Morbidelli  | 10     | Brandstoftoevoer 30 | Brandstoftoevoer 30 |        |
| DNF | Wil Hartog            | Suzuki      | 8      | Krukaslager 6       | Krukaslager 6       |        |
| DNF | Patrick Pons          | Yamaha      | 7      | Val                 | 10                  |        |
| DNF | Michel Frutschi       | Yamaha      | 6      | Val                 | 19                  |        |
| DNF | Kork Ballington       | Kawasaki    | 4      |                     | 12                  |        |
| DNF | Sadao Asami           | Yamaha      | 4      | Val                 | 9                   |        |
| DNF | Christian Sarron      | Yamaha      | 2      | Motor               | 18                  |        |
| DNS | Jack Middelburg       | Yamaha      |        |                     | 23                  |        |
| DNS | Michel Rougerie       | Suzuki      |        |                     |                     |        |
| DNQ | Markku Matikainen     | Yamaha      |        |                     |                     |        |
| DNQ | Werner Nenning        | Yamaha      |        |                     |                     |        |
| DNQ | Seppo Rossi           | Suzuki      |        |                     |                     |        |
| DNQ | Jeffrey Sayle         | Yamaha      |        |                     |                     |        |
| DNQ | Gustav Reiner         | Suzuki      |        |                     |                     |        |
| DNQ | Jon Ekerold           | Solo-Yamaha |        |                     |                     |        |
| DNQ | Fabio Biliotti        | Suzuki      |        |                     |                     |        |
| DNQ | Gary Lingham          | Suzuki      |        |                     |                     |        |
| DNQ | Corrado Tuzii         | Suzuki      |        |                     |                     |        |
| DNQ | Hubert Rigal          | Yamaha      |        |                     |                     |        |
| DNQ | Carlos de San Antonio | Suzuki      |        |                     |                     |        |
| DNQ | Max Wiener            | Suzuki      |        |                     |                     |        |
| DNQ | Willem Zoet           | Suzuki      |        |                     |                     |        |

### Top 10 WK-stand na deze race
| Pos. | Coureur           | Merk   | Ptn. |
| ---- | ----------------- | ------ | ---- |
| 1    | Kenny Roberts     | Yamaha | 15   |
| 2    | Franco Uncini     | Suzuki | 12   |
| 3    | Graziano Rossi    | Suzuki | 10   |
| 4    | Johnny Cecotto    | Yamaha | 8    |
| 5    | Carlo Perugini    | Suzuki | 6    |
| 6    | Takazumi Katayama | Suzuki | 5    |
| 7    | Barry Sheene      | Yamaha | 4    |
| 8    | Christian Estrosi | Suzuki | 3    |
| 9    | Philippe Coulon   | Suzuki | 2    |
| 10   | Sergio Pellandini | Suzuki | 1    |

## 350 cc
Drie Bimota-Yamaha's stonden in Misano op de eerste startrij van de 350cc-race: Johnny Cecotto, Patrick Fernandez en Carlos Lavado. Lavado reed een nieuw ronderecord maar overschatte zichzelf toch enigszins waardoor hij viel. Cecotto won onbedreigd voor Massimo Matteoni (ook al met een Bimota-Yamaha), die tweede werd doordat Walter Villa in de laatste bocht bijna viel en genoegen moest nemen met de derde plaats. Vierde werd Carlo Perugini, een opmerkelijke prestatie met de experimentele viercilinder RTM.

### Uitslag 350 cc
| Pos | Coureur             | Merk             | Tijd       | Grid | Punten |
| --- | ------------------- | ---------------- | ---------- | ---- | ------ |
| 1   | Johnny Cecotto      | Bimota-Yamaha    | 50' 07" 52 | 1    | 15     |
| 2   | Massimo Matteoni    | Bimota-Yamaha    | +11" 17    | 1    | 12     |
| 3   | Walter Villa        | Adriatica-Yamaha | +11" 75    | 4    | 10     |
| 4   | Carlo Perugini      | RTM              | +19" 60    | 9    | 8      |
| 5   | Roland Freymond     | Bimota-Yamaha    | +30" 81    | 8    | 6      |
| 6   | Jon Ekerold         | Bimota-Yamaha    | +34" 69    | 17   | 5      |
| 7   | Eric Saul           | Bimota-Yamaha    | +36" 12    | 5    | 4      |
| 8   | Jeffrey Sayle       | Yamaha           | +1' 04" 12 | 13   | 3      |
| 9   | Alan North          | Yamaha           | +1 ronde   | 25   | 2      |
| 10  | Edi Stöllinger      | Kawasaki         | +1 ronde   | 14   | 1      |
| 11  | Attilio Riondato    | Yamaha           | +1 ronde   | 26   |        |
| 12  | Arturo Venanzi      | Yamaha           | +1 ronde   | 15   |        |
| 13  | Gianni Del Carro    | Yamaha           | +1 ronde   | 28   |        |
| 14  | Carlo Girotto       | Yamaha           | +1 ronde   | 11   |        |
| 15  | Reinhold Roth       | Yamaha           | +1 ronde   | 21   |        |
| 16  | Jean-François Baldé | Kawasaki         | +1 ronde   | 22   |        |
| 17  | Pekka Nurmi         | Yamaha           | +1 ronde   | 27   |        |
| DNF | Siegfried Minich    | Yamaha           |            | 23   |        |
| DNF | Lorenzo Ghiselli    | Yamaha           | Val        | 16   |        |
| DNF | Adelio Faccioli     | Yamaha           | Val        | 20   |        |
| DNF | Carlos Lavado       | Bimota-Yamaha    | Val        | 3    |        |
| DNF | Silvano Ricchetti   | Yamaha           | Val        | 30   |        |
| DNF | Sadao Asami         | Yamaha           |            | 19   |        |
| DNF | Loris Reggiani      | Bimota-Yamaha    |            | 24   |        |
| DNF | Paolo Ferretti      | Yamaha           |            | 18   |        |
| DNF | Patrick Fernandez   | Bimota-Yamaha    |            | 2    |        |
| DNF | Graham Young        | Yamaha           |            | 29   |        |
| DNF | Toni Mang           | Krauser-Kawasaki | Val        | 7    |        |

### Top 10 WK-stand na deze race
| Pos. | Coureur          | Motorfiets       | Ptn. |
| ---- | ---------------- | ---------------- | ---- |
| 1    | Johnny Cecotto   | Bimota-Yamaha    | 15   |
| 2    | Massimo Matteoni | Bimota-Yamaha    | 12   |
| 3    | Walter Villa     | Adriatica-Yamaha | 10   |
| 4    | Carlo Perugini   | RTM              | 8    |
| 5    | Roland Freymond  | Bimota-Yamaha    | 6    |
| 6    | Jon Ekerold      | Yamaha           | 5    |
| 7    | Eric Saul        | Yamaha           | 4    |
| 8    | Jeffrey Sayle    | Yamaha           | 3    |
| 9    | Alan North       | Yamaha           | 2    |
| 10   | Edi Stöllinger   | Kawasaki         | 1    |

## 250 cc
In de 250cc-race van Misano nam Toni Mang de leiding, maar hij kon niet wegrijden van Kork Ballington, Gianpaolo Marchetti en Carlos Lavado, tot deze drie allemaal over het oliespoor van een achterblijver vielen. Daardoor won Mang de race met ruim een halve minuut voorsprong op Jean-François Baldé en bijna een minuut op Pierluigi Conforti. En dat terwijl Mang in de eerder verreden 350cc-race gevallen was.

### Uitslag 250 cc
| Pos | Coureur                | Merk             | Tijd       | Grid | Punten |
| --- | ---------------------- | ---------------- | ---------- | ---- | ------ |
| 1   | Toni Mang              | Krauser-Kawasaki | 46' 54" 73 | 1    | 15     |
| 2   | Jean-François Baldé    | Kawasaki         | +38" 37    | 11   | 12     |
| 3   | Pierluigi Conforti     | Yamaha           | +53" 97    | 13   | 10     |
| 4   | Thierry Espié          | Bimota-Yamaha    | +1' 04" 27 | 7    | 8      |
| 5   | Eric Saul              | Bimota-Yamaha    | +1' 15" 87 | 16   | 6      |
| 6   | Paolo Ferretti         | Bimota-Yamaha    | +1' 16" 37 | 5    | 5      |
| 7   | Edi Stöllinger         | Kawasaki         | +1' 16" 67 | 19   | 4      |
| 8   | Reinhold Roth          | Yamaha           | +1 ronde   | 18   | 3      |
| 9   | Eero Hyvärinen         | Yamaha           | +1 ronde   | 27   | 2      |
| 10  | Marco Papa             | Yamaha           | +1 ronde   | 17   | 1      |
| 11  | Jean-Louis Guignabodet | Kawasaki         | +1 ronde   | 24   |        |
| 12  | Jean Lafond            | Yamaha           | +1 ronde   | 29   |        |
| 13  | Bruno Kneubühler       | Yamaha           | +1 ronde   | 20   |        |
| 14  | Hans Müller            | Yamaha           | +1 ronde   | 21   |        |
| DNF | Jeffrey Sayle          | Yamaha           |            | 25   |        |
| DNF | Sauro Pazzaglia        | Ad Maiora        | Val        | 10   |        |
| DNF | Stefan Klabacher       | Yamaha           |            | 22   |        |
| DNF | Clive Horton           | Cotton-Rotax     |            | 23   |        |
| DNF | Gianpaolo Marchetti    | MBA              | Val        | 2    |        |
| DNF | Kork Ballington        | Kawasaki         | Val        | 3    |        |
| DNF | Carlos Lavado          | Yamaha           | Val        | 6    |        |
| DNF | Guy Batesti            | Yamaha           |            | 28   |        |
| DNF | Pekka Nurmi            | Yamaha           | Val        | 30   |        |
| DNF | Franco Marcheggiani    | Yamaha           |            | 8    |        |
| DNF | Roland Freymond        | Ad Maiora        |            | 12   |        |
| DNF | Massimo Matteoni       | Yamaha           |            | 4    |        |
| DNF | Franco Solaroli        | Yamaha           |            | 26   |        |
| DNF | Eddy Elias             | Yamaha           |            | 9    |        |
| DNF | Arturo Venanzi         | Yamaha           |            | 15   |        |
| DNS | Jacques Cornu          | Yamaha           | Blessure   | 14   |        |

### Top 10 WK-stand na deze race
| Pos. | Coureur             | Motorfiets       | Ptn. |
| ---- | ------------------- | ---------------- | ---- |
| 1    | Toni Mang           | Krauser-Kawasaki | 15   |
| 2    | Jean-François Baldé | Kawasaki         | 12   |
| 3    | Pierluigi Conforti  | Yamaha           | 10   |
| 4    | Thierry Espié       | Bimota-Yamaha    | 8    |
| 5    | Erick Saul          | Yamaha           | 6    |
| 6    | Paolo Ferretti      | Bimota-Yamaha    | 5    |
| 7    | Edi Stöllinger      | Yamaha           | 4    |
| 8    | Reinhold Roth       | Yamaha           | 3    |
| 9    | Eero Hyvärinen      | Yamaha           | 2    |
| 10   | Marco Papa          | Yamaha           | 1    |

## 125 cc
Ángel Nieto had tijdens de GP des Nations een probleem met zijn helm, die steeds omhoog schoot. De 125cc-race werd helemaal beheerst door Pier Paolo Bianchi. Guy Bertin werd tweede, voor Bruno Kneubühler, maar kreeg een tijdstraf omdat hij op de startgrid te ver naar voren had gestaan. Daardoor ging de derde plaats naar Loris Reggiani, een beslissing die na een protest van Bertin werd teruggedraaid.

### Uitslag 125 cc
| Pos | Coureur             | Merk       | Tijd       | Grid | Punten |
| --- | ------------------- | ---------- | ---------- | ---- | ------ |
| 1   | Pier Paolo Bianchi  | MBA        | 42' 39" 74 | 1    | 15     |
| 2   | Guy Bertin          | Motobécane | +20" 96    | 5    | 12     |
| 3   | Bruno Kneubühler    | MBA        | +21" 34    | 6    | 10     |
| 4   | Loris Reggiani      | Minarelli  | +21" 79    | 3    | 8      |
| 5   | Ángel Nieto         | Minarelli  | +1' 05" 98 | 4    | 6      |
| 6   | Iván Palazzese      | MBA        | +1' 06" 22 | 8    | 5      |
| 7   | Thierry Noblesse    | MBA        | +1' 18" 67 | 13   | 4      |
| 8   | Hans Müller         | MBA        | +1' 19" 71 | 7    | 3      |
| 9   | Gianpaolo Marchetti | MBA        | +1' 21" 74 | 2    | 2      |
| 10  | Rolf Blatter        | MBA        | +1' 31" 39 | 23   | 1      |
| 11  | Roberto D'Amico     | Morbidelli | +1' 31" 79 | 20   |        |
| 12  | Barry Smith         | MBA        | +1 ronde   | 12   |        |
| 13  | Italo Zerbini       | MBA        | +1 ronde   | 18   |        |
| 14  | Patrick Hérouard    | MBA        | +1 ronde   | 21   |        |
| 15  | Daniele Dall'Olio   | MBA        | +1 ronde   | 14   |        |
| 16  | Alfred Waibel       | MBA        | +1 ronde   | 29   |        |
| 17  | Stefan Dörflinger   | Morbidelli | +1 ronde   | 16   |        |
| 18  | Gerhard Waibel      | Morbidelli | +1 ronde   | 26   |        |
| 19  | Maurizio Vitali     | MBA        | +2 ronden  | 10   |        |
| DNF | Peter Looijesteijn  | MBA        | Val        | 27   |        |
| DNF | Maurizio Musco      | MBA        |            | 11   |        |
| DNF | Henk van Kessel     | Condor     | Val        | 30   |        |
| DNF | Harald Bartol       | MBA        |            | 24   |        |
| DNF | August Auinger      | MBA        |            | 25   |        |
| DNF | Eugenio Lazzarini   | Iprem      |            | 9    |        |
| DNF | Libero Piccirillo   | MBA        |            | 19   |        |
| DNF | Matti Kinnunen      | MBA        |            | 31   |        |
| DNF | Diego Montella      | Morbidelli | Val        | 15   |        |
| DNF | Martin van Soest    | MBA        | Val        | 22   |        |
| DNF | Anton Straver       | MBA        | Val        | 28   |        |

### Top 10 WK-stand na deze race
| Pos. | Coureur             | Motorfiets | Ptn. |
| ---- | ------------------- | ---------- | ---- |
| 1    | Pier Paolo Bianchi  | MBA        | 15   |
| 2    | Guy Bertin          | Motobécane | 12   |
| 3    | Bruno Kneubühler    | MBA        | 10   |
| 4    | Loris Reggiani      | Minarelli  | 8    |
| 5    | Ángel Nieto         | Minarelli  | 6    |
| 6    | Iván Palazzese      | MBA        | 5    |
| 7    | Thierry Noblesse    | MBA        | 4    |
| 8    | Hans Müller         | MBA        | 3    |
| 9    | Giampaolo Marchetti | MBA        | 2    |
| 10   | Rolf Blatter        | MBA        | 1    |

## 50 cc
In de 50cc-race was Eugenio Lazzarini ongenaakbaar. Hij zette de snelste trainingstijd en leidde de race van start tot finish. Theo Timmer lag aanvankelijk op de vierde plaats, maar nadat Ricardo Tormo zijn versnellingsbaktandwiel kapot had getrapt en Stefan Dörflinger was gevallen werd Timmer alsnog tweede. Henk van Kessel leek derde te worden, maar hij werd op de finishlijn geklopt door Hans-Jürgen Hummel.

### Uitslag 50 cc
| Pos | Coureur            | Merk              | Tijd              | Grid              | Punten |
| --- | ------------------ | ----------------- | ----------------- | ----------------- | ------ |
| 1   | Eugenio Lazzarini  | Iprem-Kreidler    | 34' 05" 66        | 1                 | 15     |
| 2   | Theo Timmer        | Bultaco           | +34" 64           | 11                | 12     |
| 3   | Hans-Jürgen Hummel | Kreidler          | +1' 01" 20        | 17                | 10     |
| 4   | Henk van Kessel    | Pentax-X-16       | +1' 01" 20        | 19                | 8      |
| 5   | Stefan Dörflinger  | Van Veen-Kreidler | +1' 02" 90        | 2                 | 6      |
| 6   | Jacky Hutteau      | ABF               | +1' 03" 36        | 8                 | 5      |
| 7   | Giuseppe Ascareggi | Minarelli         | +1' 03" 94        | 14                | 4      |
| 8   | Yves Dupont        | ABF               | +1' 03" 96        | 16                | 3      |
| 9   | Enrico Cereda      | DRS               | +1' 31" 45        | 21                | 2      |
| 10  | Aldo Pero          | Kreidler          | +1' 43" 74        | 22                | 1      |
| 11  | Ezio Mischiatti    | Derbi             | +1' 43" 97        | 13                |        |
| 12  | Enzo Saffiotti     | UFO               | +1' 49" 09        | 12                |        |
| 13  | Gerhard Waibel     | Kreidler          | +1 ronde          | 28                |        |
| 14  | Ingo Emmerich      | Kreidler          | +1 ronde          | 20                |        |
| 15  | Gerhard Bauer      | Heuser            | +1 ronde          | 18                |        |
| 16  | Bruno Di Carlo     | ABF               | +1 ronde          | 24                |        |
| 17  | Joaquín Galí       | Bultaco           | +1 ronde          | 27                |        |
| 18  | Bert Grinwis       | Kreidler          | +1 ronde          | 31                |        |
| 19  | Renzo Fabbri       | Silvestri         | +2 ronden         | 29                |        |
| 20  | Stefan Danielson   | Kreidler          | +2 ronden         | 30                |        |
| DNF | Camilo Squassina   | Derbi             |                   | 15                |        |
| DNF | Hagen Klein        | Horex             |                   | 7                 |        |
| DNF | Wolfgang Müller    | Kreidler          |                   | 10                |        |
| DNF | Ricardo Tormo      | Van Veen-Kreidler | Versnellingsbak 3 | Versnellingsbak 3 |        |
| DNF | Giuliano Tabanelli | Kreidler          |                   | 9                 |        |
| DNF | Claudio Lusuardi   | Bultaco           |                   | 4                 |        |
| DNF | Salvatore Milano   | UFO               |                   | 5                 |        |
| DNF | Walter Rapolani    | Kreidler          | Val               | 25                |        |
| DNF | Rolf Blatter       | Kreidler          | Val               | 6                 |        |
| DNF | Claudio Granata    | Kreidler          | Val               | 26                |        |
| DNS | Paolo Priori       | Ringhini          | Blessure          | 23                |        |

### Top 10 WK-stand na deze race
| Pos. | Coureur            | Motorfiets        | Ptn. |
| ---- | ------------------ | ----------------- | ---- |
| 1    | Eugenio Lazzarini  | Iprem-Kreidler    | 15   |
| 2    | Theo Timmer        | Bultaco           | 12   |
| 3    | Hans-Jürgen Hummel | Kreidler          | 10   |
| 4    | Henk van Kessel    | Pentax-X-16       | 8    |
| 5    | Stefan Dörflinger  | Van Veen-Kreidler | 6    |
| 6    | Jacky Hutteau      | ABF               | 5    |
| 7    | Giuseppe Ascareggi | Minarelli         | 4    |
| 8    | Yves Dupont        | ABF               | 3    |
| 9    | Enrico Cereda      | DRS               | 2    |
| 10   | Aldo Pero          | Kreidler          | 1    |

1922 · 1923 · 1924 · 1925 · 1926 · 1927 · 1928 · 1929 · 1930 · 1931 · 1932 · 1933 · 1934 · 1935 · 1936 · 1937 · 1938 · 1939 · 1947 · 1948 · 1949 · 1950 · 1951 · 1952 · 1953 · 1954 · 1955 · 1956 · 1957 · 1958 · 1959 · 1960 · 1961 · 1962 · 1963 · 1964 · 1965 · 1966 · 1967 · 1968 · 1969 · 1970 · 1971 · 1972 · 1973 · 1974 · 1975 · 1976 · 1977 · 1978 · 1979 · 1980 · 1981 · 1982 · 1983 · 1984 · 1985 · 1986 · 1987 · 1988 · 1989 · 1990